# Felix Zwolanowski
Felix Zwolanowski (* 12. Juli 1912 in Düsseldorf; † 26. November 1998) war ein deutscher Fußballspieler.

## Spielerkarriere

### Vereine
In der Jugendabteilung von Rheinfranken Düsseldorf lernte Felix Zwolanowski den Spielbetrieb eines Vereines und die Pflichtspiele der Verbandsrunde kennen. Er durchlief bei den Rheinfranken alle Jugendmannschaften. Auch die erste Bewährung bei den Senioren absolvierte der Düsseldorfer in seinem Heimatverein. Mit 20 Jahren wechselte der kleine Wirbelwind, er war 1,68 m groß, zum großen Lokalrivalen Fortuna Düsseldorf.
Bereits im ersten Jahr bei der Fortuna erlebte der auf der linken Spielfeldseite als Läufer, Halb- oder Flügelstürmer gleichermaßen einsetzbare quirlige Techniker in der Endrunde um die deutsche Fußballmeisterschaft 1933 den Titelgewinn. Im Bezirk Berg-Mark gewann Fortuna Düsseldorf die erste Meisterschaft in der Saison 1932/33. In den folgenden Spielen um die westdeutsche Meisterschaft gegen die Meister der Bezirke Rhein, Hessen/Hannover und Ruhr gelangte das Team mit der prägenden Läuferreihe Paul Janes, Jakob Bender, Theo Breuer und dem Sturmdirigenten Georg Hochgesang in das Finale gegen den FC Schalke 04. Sülz 07 und Borussia Fulda – der westdeutsche Vizemeister der Vorsaison – waren die Gegner auf dem Weg in das Endspiel. Die „Knappen“-Elf aus Schalke brachte am 30. April 1933 in Duisburg mit einer 0:1-Niederlage Fortuna Düsseldorf die erste Saison-Niederlage bei. Auch der herausragende linke Flügel der Elf vom Flingerbroich mit Felix Zwolanowski und Stanislaus Kobierski brachte an diesem Tag keinen Treffer gegen die Mannschaft von Ernst Kuzorra und Fritz Szepan zustande. Als westdeutscher Vizemeister nahm Fortuna an der Endrunde um die deutsche Fußballmeisterschaft 1933 teil. Beim 9:0-Erfolg im Achtelfinale gegen Vorwärts-Rasensport Gleiwitz gelangen dem auf Halblinks spielenden Zwolanowski vier Treffer. Im Viertelfinale war die sportliche Hürde gegen das von dem englischen Erfolgstrainer William Townley betreute Team des SV Arminia Hannover schon deutlich höher anzusiedeln. Die Elf des Wiener Trainers Heinz Körner setzte sich in Hannover mit 3:0 Toren durch. Im Halbfinale setzte Fortuna ihre Serie von Siegen ohne Gegentreffer mit einem 4:0 gegen Eintracht Frankfurt in Berlin fort. Damit war klar, das zum ersten Mal eine Mannschaft aus Westdeutschland die deutsche Meisterschaft, die Viktoria, erringen würde, denn mit Schalke stand auch der zweite Finalteilnehmer für das Endspiel am 11. Juni 1933 im Müngersdorfer Stadion in Köln fest. Gegentorlos war Fortuna in das Endspiel gekommen, nach dem 3:0-Finalsieg wurden die Düsseldorfer auch gegentorlos Deutscher Meister 1933. In der 10. Spielminute hatte Zwolanowski den neuen Meister mit dem 1:0 in Führung gebracht. Die meisten Zweikämpfe im Finale trug das Düsseldorfer Leichtgewicht mit dem rechten Läufer von Schalke 04, mit Otto Tibulski, aus.
In der Zeit dieses sportlichen Höhepunktes erlebte der 21-jährige Zwolanowski auch eine tiefgreifende Veränderung in der Gesellschaft und damit auch im Fußball. Am 28. April 1933 bekam der SA-Mann Hans von Tschammer und Osten den Posten des „Reichssportkommissars“ (am 19. Juni den des „Reichssportführers“) übertragen. „Ein Volk in Leibesübungen“ sollte Deutschland werden, und damit das auch im nationalsozialistischen Sinne geschah, begann die Umwandlung der bürgerlichen Sportorganisation. Erstmals wurde Sport in Deutschlands Geschichte damit von der Politik gelenkt und hatte seine Eigenständigkeit verloren.
Für den Fußballer Zwolanowski begannen dadurch mit der Runde 1933/34 die Spiele in der Gauliga Niederrhein. Zwei Runden setzte sich der VfL Benrath vor Fortuna durch. Von 1936 bis 1940 feierte Felix Zwolanowski fünfmal in Folge die Meisterschaft in der Gauliga Niederrhein. 1936 zog er erneut mit seinen Kameraden in das Finale um die deutsche Meisterschaft ein. Mit 1:2 Toren wurde das Spiel nach Verlängerung gegen den 1. FC Nürnberg verloren. Auch in diesem Endspiel war der „Sir“ gerufene Zwolanowski in der linken Verbinderposition im Angriff von Fortuna im Einsatz. In der Saison 1936/37 feierten Zwolanowski und Co im Pokal Erfolge. Im Halbfinale am 5. Dezember 1937 vor 10.000 Zuschauern in Hannover gelang der Fortuna ein 5:2-Erfolg gegen den Dresdner SC. Die Sachsen schwächten sich entscheidend durch drei Platzverweise in der zweiten Spielhälfte. Nacheinander traf es Walter Kreisch, Willibald Kreß und Richard Hofmann. Das Finale fand erst am 9. Januar 1938 im Kölner Stadion vor 72.000 Zuschauern statt. Nach torloser erster Halbzeit entschied Schalke 04 mit einem Doppelschlag in der 46. und 47. Spielminute das Spiel zu ihren Gunsten. Das Team von Trainer Karl Flink verlor am Ende mit 1:2 Toren. Acht Jahre reihte sich von 1932 bis 1940 Erfolg an Erfolg an die Fahne von Fortuna Düsseldorf. Felix Zwolanowski gehörte zum unverzichtbaren Stamm der Mannschaft. In 36 Endrundenspielen um die deutsche Meisterschaft erzielte er 10 Treffer für seine Fortuna.
Nach dem Ende des Zweiten Weltkrieges stellte sich der 35-jährige Routinier beim Neuaufbau zur Verfügung. In der Runde 1946/47 gelang der Fortuna am Niederrhein in der Gruppe Berg-Mark die Meisterschaft und damit der Aufstieg in die Oberliga West. In der Oberliga kam er von 1947 bis 1949 nochmals zu 14 Einsätzen und beendete danach seine Spielerkarriere. Hartnäckige Schulterverletzungen hatten daran gehörigen Anteil.

### Auswahl-/Nationalmannschaft
Bereits am 2. Juli 1933 debütierte der 21-jährige Zwolanowski in der Verbandsauswahl vom Niederrhein beim Spiel gegen Rheinhessen/Saar. Bis 1937 kamen noch vier weitere Berufungen hinzu. Erst mit 28 Jahren wurde er vom Reichstrainer Josef Herberger in die Nationalmannschaft berufen. Am 15. September 1940 debütierte er während des Zweiten Weltkriegs beim 1:0-Sieg in Pressburg gegen die Slowakei als rechter Läufer zusammen mit dem weiteren Neuling Hermann Eppenhoff im DFB-Team. Am 3. November 1940 kam er in Zagreb gegen Jugoslawien zu seinem zweiten Einsatz. Dem Aufgebot für das 14 Tage später stattfindende Länderspiel am 17. November in Hamburg gegen Dänemark gehörte er noch an, er kam aber nicht zum Einsatz und beendete damit seine internationale Karriere.

## Trainerkarriere
Der Ex-Nationalspieler absolvierte im Jahre 1952 seine Trainerausbildung an der Deutschen Sporthochschule in Köln. Trainerstationen übte er beim VfB Kleve, TuS Lintfort, Ratingen, SSV Oberkassel und Wersten 04 aus. Mit TuS Lintfort gelang ihm 1958 der Aufstieg in die 2. Liga West. Beruflich war der passionierte Jäger bei der Düsseldorfer Rheinbahn beschäftigt.